# Abenteuer in der Vollmondnacht
Abenteuer in der Vollmondnacht lautet der Titel eines Jugendromanes von Johanna von Koczian. Der Roman bildete, gemeinsam mit der Fortsetzung  Der geheimnisvolle Graf, die Grundlage für die Fernsehserie Unterwegs nach Atlantis.

## Handlung
Mark, ein Junge der mit seiner Familie am Stadtrand von München lebt, hat gerade seinen zwölften Geburtstag gefeiert und sich schlafen gelegt, als er plötzlich einen fremden Jungen gleichen Alters an seinem Fenster entdeckt. Dieser Unbekannte stellt sich als Rhonn vor und gibt an, aus der Zukunft zu stammen und in Schwierigkeiten zu stecken. Mark, der ihm natürlich zunächst nicht glaubt, hält den Fremden für einen Einbrecher und es bedarf einiger Überredungskünste, ihn davon zu überzeugen, dass Rhonn wirklich aus einer anderen Zeit stammt und Hilfe braucht. Seine Zeitmaschine ist, wie er es nennt, im Benzinzeitalter notgelandet. Um wieder in seine Gegenwart fliegen zu können, benötigt Rhonn Quecksilber. Glücklicherweise kann Mark welches beschaffen und zum Dank nimmt Rhonn ihn mit auf eine Reise in die Vergangenheit.
Beide reisen zunächst nach Wien, um Mozart zu besuchen, und anschließend nach London zur Zeit Heinrich VIII., treffen aber nicht ihn an, sondern seine Tochter Elisabeth, die später Königin von England sein wird.
Nach diesem Ereignis will Rhonn die Maschine reparieren, da sie ohne Quecksilber nur weiter in die Vergangenheit, nicht aber in die Zukunft fliegen kann. Zu seinem Entsetzen stellt er fest, dass es zwei Einfüllöffnungen gibt. Rhonn weiß nicht, in welche er das Quecksilber füllen soll. Sie beschließen, einen weisen Mann nach einem Ratschlag zu fragen. Da die Maschine nur noch zurückreisen kann, fliegen sie nach Griechenland, in die Antike, um Archimedes zu suchen. Sie treffen aber nur Sokrates an, der die Jungen davon überzeugen kann, dass es keine Rolle spielt, in welche Öffnung sie die Flüssigkeit einführen. Schließlich gäbe es in den Geschichtsbüchern keinen Hinweis darauf, dass in der Antike eine Zeitmaschine aus der Zukunft gestrandet sei.